# 假螳属
假螳属（学名：Ilomantis）是矮螳科的一属。

## 下属物种
本属包括以下物种：
- Ilomantis ginsburgae Brannoch & Svenson, 2016
- Ilomantis thalassina Saussure, 1899